# Yoann
Pour l'auteur de BD, voir Yoann (auteur).
Cette page présente le prénom Yoann ainsi que ses variantes.
Yoann est un prénom masculin qui correspond au prénom Jean en français. Yoann se fête le jour de Saint-Jean l’Évangélisateur, apôtre de Jésus-Christ, le 27 décembre, ou comme Jean-Baptiste, le 24 juin.
Ce nom était à la mode dans les années 1980. Il peut également s'écrire Yohann, Yohan ou encore Yoan. Ce prénom n'a pas de graphie fixe, car il s'agit d'un emprunt récent à un idiome étranger, sans doute à l'allemand Johann ou au néerlandais Johan, forme simplifiée de Johannes « Jean » (dont l'hypocoristique le plus connu est Hans), la lettre J en allemand et en néerlandais se prononçant comme « Ye » en français. Les prénoms allemand et néerlandais sont issus eux-mêmes de l'hébraïque Yehohanan tout comme Jean et qui peut être traduit par « Dieu fait grâce ».

## Personnalités portant ce prénom
- Pour l'ensemble des articles sur les personnes portant ce prénom, consulter :
  - la liste des articles dont le titre commence par ce prénom
  - les listes produites par Wikidata : Liste des personnes de prénom « Yoann » — même liste en incluant les éventuels prénoms composés qui contiennent « Yoann ».
- Yoann Chivard, auteur de bandes dessinées
- Yoann Gourcuff, footballeur
- Yoann Sover, comédien
- Yoann Maestri, rugbyman
- Yoann Huget, rugbyman
- Yoann Riou, journaliste, consultant sportif
- Yoann Lemoine auteur, compositeur, interprète et réalisateur